# The Boring Company
A The Boring Company (TBC) egy Elon Musk által alapított amerikai infrastruktúra- és alagútépítési szolgáltató vállalat. Jelenlegi és tervezett projektjeit városon belüli ("hurok") közlekedési rendszerekre tervezték, bár a vállalat kijelentette, hogy a jelenlegi alagutakat azért építik, hogy azok a hosszabb városközi útvonalakon támogatni tudják a Hyperloop-alapú közlekedésre való esetleges átállást.
A TBC két alagutat is elkészített Las Vegasban a hurokszerű közlekedésre. Egy alagutat is befejezett a Hyperloop és a hurokszerű utazás tesztelésére Los Angeles megyében. További alagutak a megbeszélések és a tervezés különböző szakaszaiban vannak.
Musk a Los Angeles-i közlekedéssel kapcsolatos nehézségekre és a jelenlegi kétdimenziós közlekedési hálózat szerinte meglévő korlátaira hivatkozott a projekt korai inspirációjaként. A Boring Company kezdetben a SpaceX leányvállalataként alakult, majd 2018-ban vált különálló és teljesen független vállalattá. 2018 decemberében a részvények 90%-a Musk tulajdonában volt, 6%-ot pedig a SpaceX birtokolt, cserébe a SpaceX erőforrásainak használatáért a vállalat kezdeti beindítása során. 2019 során külső befektetések változtatták meg a részvények megosztását.

## Története

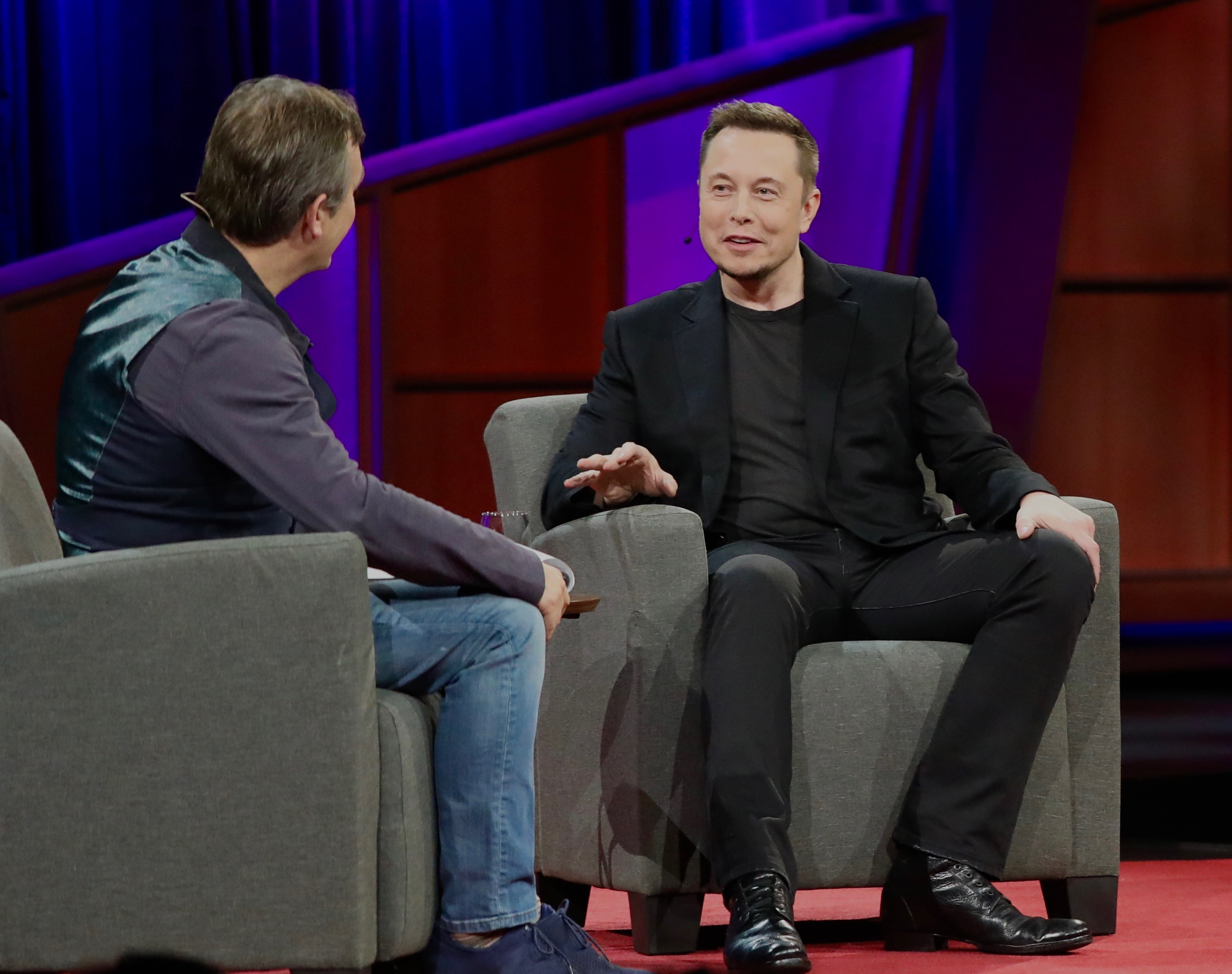
Elon Musk a TED 2017-en a The Boring Companyról beszél

Elon Musk 2016 decemberében jelentette be a The Boring Company létezését. 2017 februárjára a vállalat megkezdte egy 30 láb széles (9 m), 50 láb hosszú (15 m) és 15 láb mély (4,6 m) próbaárok ásását a SpaceX Hawthorne-i irodáinak területén, mivel a telephelyén történő építkezés nem igényelt engedélyeket. Amikor az alkalmazottak egy péntek délután közölték, hogy legalább két hétbe telik, amíg a személyzet autóit elszállítják a parkolóból, és elkezdik az első gödör kiásását a TBC alagútásó géppel, Musk azt mondta: "Kezdjük el még ma, és nézzük meg, mi a legnagyobb gödör, amit ki tudunk ásni mostantól vasárnap délutánig, napi 24 órás működés mellett". Még aznap az autók eltűntek, és egy lyuk volt a földben. A Boring Company eredetileg a SpaceX leányvállalataként alakult, mielőtt 2018-ban önálló céggé vált volna.
Egy 2017. áprilisi TED-konferencián adott interjúban Musk úgy becsülte, hogy a The Boring Company projektje idejének 2-3%-át vette el, így ez a vállalkozás személyes hobbija.
2017 márciusában Musk bejelentette, hogy valamikor áprilisban a vállalat egy alagútfúró gépet (TBM) fog használni, hogy elkezdjen egy használható alagutat ásni a SpaceX-nél. 2017 áprilisának végén egy TBM-et láttak a SpaceX-nél, amelynek oldalán a The Boring Company neve szerepelt. 2017 májusában kiderült, hogy a TBM neve Godot, amely Samuel Beckett Godot-ra várva című darabjáról kapta a nevét. A jövőbeli TBM-eket szintén versekről és színdarabokról fogják elnevezni. Musk elmondta, hogy az első létrehozott útvonal az LAX repülőtérről Culver Citybe, majd Santa Monicába vezetne, és Westwoodban végződne. Musk azt állította, hogy az alagútban megtett út öt percet vesz igénybe, szemben a föld feletti közlekedéssel, amely normál forgalomban 45 percig tart (LAX-től Westwoodig). Ezeket az utakat úgy tervezték megvalósítani, hogy egy autót egy elektromos szánra helyeznek, és 120 mérföld/órás (200 km/h) sebességgel haladnak az alagutakban. 2017 novemberére a vállalat engedélyezési kérelmet nyújtott be a Los Angeles-i kormányzati hatóságoknak egy alagút építésére Hawthorne-tól a 405-ös autópálya mentén Westwoodig. A projekt soha nem jutott előre.
A Los Angeles-i alagútrendszer bejelentésével egy időben egy másik projektet is bejelentettek, amely egy Hyperloopot (egy zárt csövet) tartalmazott, amely a föld alatt futott New York Cityből Washingtonba. Musk azt állította, hogy 29 perc alatt eljutna az egyik városközpontból a másikba. Más Hyperloop projektek között szerepel egy San Franciscóból Los Angelesbe és egy másik Texason belül, amelyeket egy későbbi fázisban fontolgattak.
2017 júliusában Musk feltöltött egy videót, amely egy autólift prototípusának sikeres tesztjét ábrázolja. 2017 októberében Musk felfedte, hogy a második TBM-et Line-stormnak nevezték el, Robert Frost "A Line-Storm Song" című verse után. 2018 márciusában Elon Musk bejelentette, hogy a vállalat átírja tervét, hogy a gyalogosokat és a kerékpárosokat előnyben részesítse az autókkal szemben; az autók csak akkor jöhetnek szóba a szállításban, ha minden más "személyre szabott tömegközlekedési igény" teljesül.

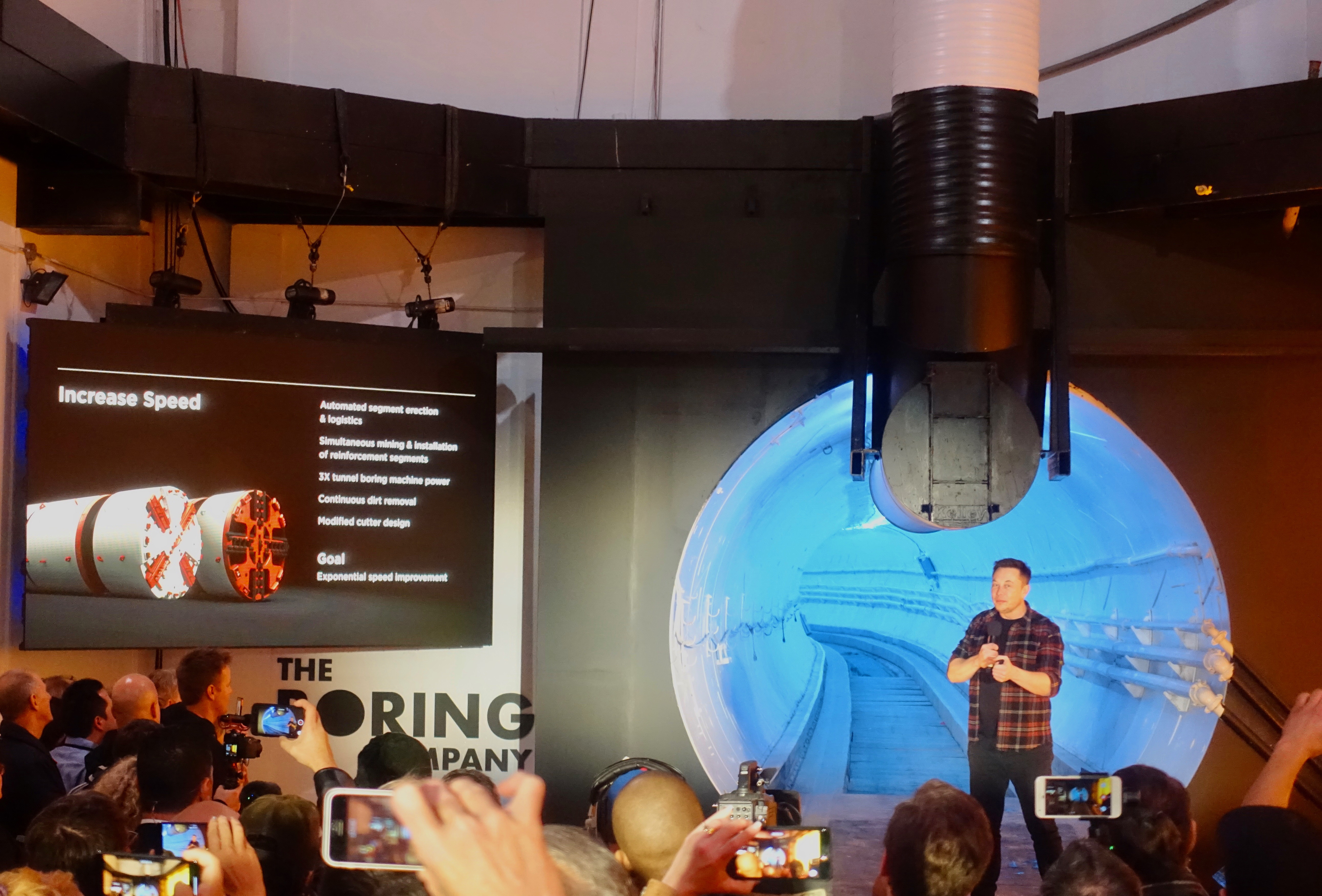
Elon Musk a kaliforniai Hawthorne-ban lévő tesztalagút avatásán

2018 elején a The Boring Company kivált a SpaceX-ből és különálló vállalattá alakult. A részvények valamivel kevesebb mint 10%-át kapták a korai alkalmazottak, és több mint 90%-át Elon Musk. A SpaceX részvényeseinek későbbi aggályai miatt 2018 decemberében a The Boring Company részvényeinek 6%-át átcsoportosították a SpaceX-hez. 2018 decemberében a TBC tájékoztatást adott a technológiájuk és termékcsaládjuk állapotáról, amikor megnyitották a nyilvánosság előtt az első 1 mérföld (1,6 km) hosszú tesztalagútjukat a kaliforniai Hawthorne-ban. 2019 júliusában a The Boring Company engedélyezte az első külső befektetést, 120 millió dollár értékben adott el részvényeket több kockázati tőkecégnek, miután 2018 folyamán 113 millió dollárt gyűjtöttek nem külső tőkéből.
2019 novemberére Steve Davis lett a The Boring Company elnöke, miután 2016 óta vezette a vállalat erőfeszítéseit Musk helyett. Davis a SpaceX egyik legkorábban felvett munkatársa volt (2003-ban), és kettős mesterdiplomával rendelkezik részecskefizikából és űrkutatásból. 2020 novemberében a The Boring Company bejelentette, hogy számos pozícióra felvételt hirdetett a texasi Austinban, és 2020 decemberére két épületet bérelt egy 14 hektáros (5,7 hektáros) ipari komplexumban Austintól északkeletre, körülbelül 26 km-re (16 mérföldre) északra attól a helytől, ahol a Tesla a texasi Gigafactory gyárát építi.

## Kritika
A mélyépítési szakértők és az alagútépítési iparág veteránjai megkérdőjelezték, hogy a TBC képes-e gyorsabban és olcsóbban alagutakat építeni, mint a versenytársai. A Tunnelling Journal „hiú projektnek” minősítette a vállalatot. A TBC alagutak alacsony kapacitása miatt hatékonyságuk elmarad a meglévő tömegközlekedési eszközökétől, kapacitásuk csupán töredéke a hagyományos gyorsvasúté.
Musk tervezett alagútjait azért kritizálták, mert hiányoztak belőlük olyan biztonsági elemek, mint a vészkijáratok, a szellőzőrendszerek vagy a tűzoltó berendezések. Ezenkívül az egy sávos alagutakban ütközés, mechanikai meghibásodás vagy egyéb forgalmi akadály esetén a járművek nem tudják egymást megelőzni, hanem az egész alagút szakaszát le kellene zárni.
James Moore, a Dél-Kaliforniai Egyetem közlekedésmérnöki igazgatója szerint „vannak olcsóbb módszerek a nagy létszámú utasok jobb közlekedésének biztosítására”, például a forgalom díjszedéssel történő szabályozása. Jarrett Walker, tömegközlekedési tanácsadó „túlzottan felfújtnak” nevezte a TBC-t, és bírálta, hogy a vállalat „elkápráztatta a városi önkormányzatokat és a befektetőket egy hatékony metróval, ahol soha nem kell kiszállni az autóból, [de végül] egy aszfaltozott közúti alagút lett belőle”.